# Songs About Fucking
Songs About Fucking è il secondo ed ultimo album di studio della band noise rock statunitense Big Black pubblicato nel 1987.
Nell'album sono incluse le cover di The Model dei Kraftwerk e di He's a Whore dei Cheap Trick.

## Descrizione
Steve Albini disse che Songs About Fucking (traducibile in italiano con "Canzoni sullo scopare", "sul fottere", ecc...) era l'album dei Big Black che lo soddisfaceva maggiormente. Nel corso di un'intervista del 1992 alla rivista Maximumrocknroll, Albini disse: 
La band aveva già deciso di sciogliersi prima della registrazione e della pubblicazione dell'album, a causa della decisione del chitarrista Santiago Durango di uscire dal gruppo per iscriversi a giurisprudenza per diventare avvocato, e del desiderio della band di andarsene all'apice della carriera.
Sul retrocopertina dell'album è contenuto l'ennesimo attacco da parte del gruppo al formato digitale del compact disc: «The Future Belongs To Analog Loyalists. Fuck Digital» ("Il futuro appartiene ai fedeli all'analogico. Affanculo il digitale").
Nel 2009, i gruppi punk The Copyrights e The Dopamines hanno parodiato la copertina dell'album con il loro E.P. Songs About Fucking Up.
Nel 2010, il musicista elettronico Kid606 (Miguel Trost De Pedro) pubblicò un album intitolato Songs About Fucking Steve Albini. La copertina è una parodia di quella di Songs About Fucking.

## Tracce
Tutti i brani sono opera dei Big Black, eccetto dove indicato.
Lato 1 "Happy Otter"
1. The Power of Independent Trucking – 1:27
2. The Model – 2:34 (Karl Bartos, Ralf Hütter, Emil Schult)
3. Bad Penny – 2:33
4. L Dopa – 1:40
5. Precious Thing – 2:20
6. Colombian Necktie – 2:14
7. Kitty Empire – 4:01

Lato 2 "Sad Otter"
1. Ergot – 2:27
2. Kasimir S. Pulaski Day – 2:28
3. Fish Fry – 2:06
4. Pavement Saw – 2:12
5. Tiny, King of the Jews – 2:31
6. Bombastic Intro – 0:35
7. He's a Whore – 2:37* (Rick Nielsen)

- *Disponibile solo nella versione CD[3]

## Formazione
- Dave Riley – basso
- Santiago Durango (accreditato come Melvin Belli) – chitarra
- Steve Albini – chitarra, voce
- "Roland" (una drum machine E-mu Drumulator) – batteria